# Lotus becquetii
Lotus becquetii là một loài thực vật có hoa trong họ Đậu. Loài này được Boutique miêu tả khoa học đầu tiên.